# ミュージックステーション (KBS京都ラジオ)
ミュージックステーションは、KBS京都ラジオで放送された若者向け深夜放送番組。テレビ朝日系列で放送されているテレビ番組のミュージックステーション・文化放送で放送されていたミュージックステーションとは無関係。当時の番組表には「KBS京都ミュージックステーション」とタイトルが表記されていた。
1988年4月にフリーキャンパスKYOTOの後番組として開始。1989年3月終了。後番組は月-金ははいぱぁナイト、土曜は圭修のGOOD GOOD WAVE、日曜は青春ベジタブル。

## 概要
それまでこの時間帯の番組はトーク中心の番組構成だったが、当番組のパーソナリティには音楽的な番組寄りの人選を行い、一転して音楽色を強めた内容となっている。特に火曜日は指揮者の朝比奈千足をディスクジョッキーに起用してクラシック音楽をメインにするなど、思い切った内容だった。

## 放送時間
- 月曜～水曜 - 22:00～25:00
- 木曜 - 22:00～24:15（1988年9月まで）→22:00～24:00（1988年10月から）
- 金曜・土曜 - 22:00～24:00
- 日曜 - 22:00～24:30

## 担当ディスクジョッキー
- バードランド (月曜日)
- 朝比奈千足 (火曜日)
- 古谷充 (水曜日)
- 兼松豊 (木曜日)
- 平智之 (金曜日)
  - 24:00の本編終了後も、引き続き『平智之のシネマギャラリー』（イズミヤキョート提供）に出演。
- 横井くにえ (土曜日)
- ジェフ・バーグランド (日曜日)